# Travieso
Manuel López Llamosas (Baracaldo, Vizcaya, España, 1 de mayo de 1900-ib., 14 de octubre de 1975), conocido como Travieso, fue un futbolista y entrenador español. Jugaba como delantero.

## Trayectoria
Durante su primera etapa en el Athletic Club, fue el autor del gol de la final de la Copa del Rey de 1923 disputada ante el C. E. Europa. Previamente, había marcado dos tantos en el partido de los cuartos de final frente al Real Madrid C. F., que acabó con el resultado de 5-0. En el Campeonato Regional de Vizcaya logró cuatro campeonatos con el Athletic y marcó un total de veintinueve goles en treinta y un partidos.

## Selección nacional
Jugó su único partido con la selección española el 30 de abril de 1922 contra Francia; España venció por 0-4 y Travieso fue el autor de dos de los goles.

## Clubes

### Como futbolista
| Club                   | País   | Año       |
| ---------------------- | ------ | --------- |
| Barakaldo C. F.        | España | 1918-1920 |
| Arenas Club            | España | 1920-1921 |
| Athletic Club          | España | 1921-1924 |
| Barakaldo C. F.        | España | 1924-1926 |
| Athletic Club          | España | 1926-1928 |
| Gimnástico F. C.       | España | 1928-1929 |
| Albacete Balompié      | España | 1929-1930 |
| Cartagena F. C.        | España | 1930      |
| F. C. Malagueño        | España | 1930-1931 |
| Real Sporting de Gijón | España | 1931      |
| R. C. D. Córdoba       | España | 1941      |

### Como entrenador
| Club              | País   | Año       |
| ----------------- | ------ | --------- |
| Barakaldo C. F.   | España | 1924-1926 |
| F. C. Malagueño   | España | 1930-1931 |
| Real Jaén C. F.   | España | 1931-1932 |
| Xerez F. C.       | España | 1939-1940 |
| R. C. D. Córdoba  | España | 1940-1941 |
| C. D. Constancia  | España | 1941-1942 |
| Barakaldo C. F.   | España | 1942-1943 |
| Real Santander    | España | 1943-1944 |
| Real Murcia C. F. | España | 1945      |
| Club Puebla       | México | 1946-1948 |
| Barakaldo C. F.   | España | 1949 1950 |
| Real Jaén C. F.   | España | 1960-1961 |

## Palmarés

### Campeonatos nacionales
| Título       | Club          | País   | Año  |
| ------------ | ------------- | ------ | ---- |
| Copa del Rey | Athletic Club | España | 1923 |